# 八一湖 (青海)
八一湖是一个位于中国青海省玉树藏族自治州的湖泊，面积约为3.84平方千米，属于青藏高原。它的一级流域为内流区诸河，二级流域为柴达木内流区。